# Pistolet à patate

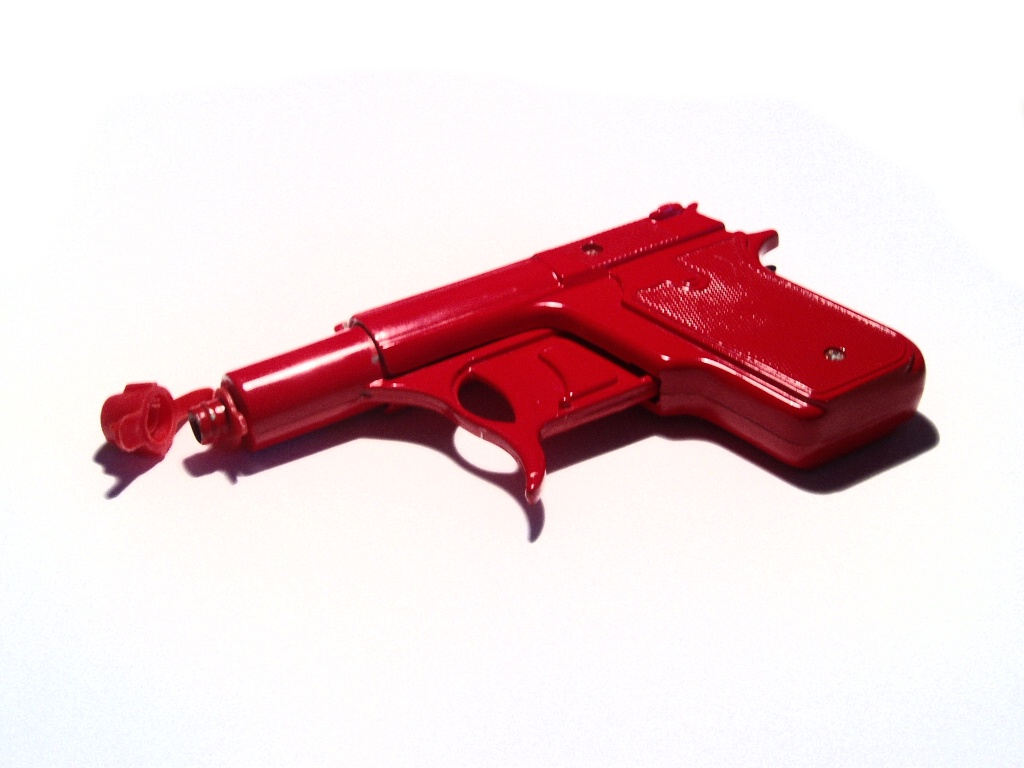

Un pistolet à patate est un jouet en forme de pistolet capable de tirer des morceaux de pomme de terre au moyen d'air comprimé. Une variante, le « revolver à patate », est citée dans Boule et Bill par le père de Boule qui affirme que ce jouet de son enfance est devenu introuvable.